# Luxuria (muurschildering)

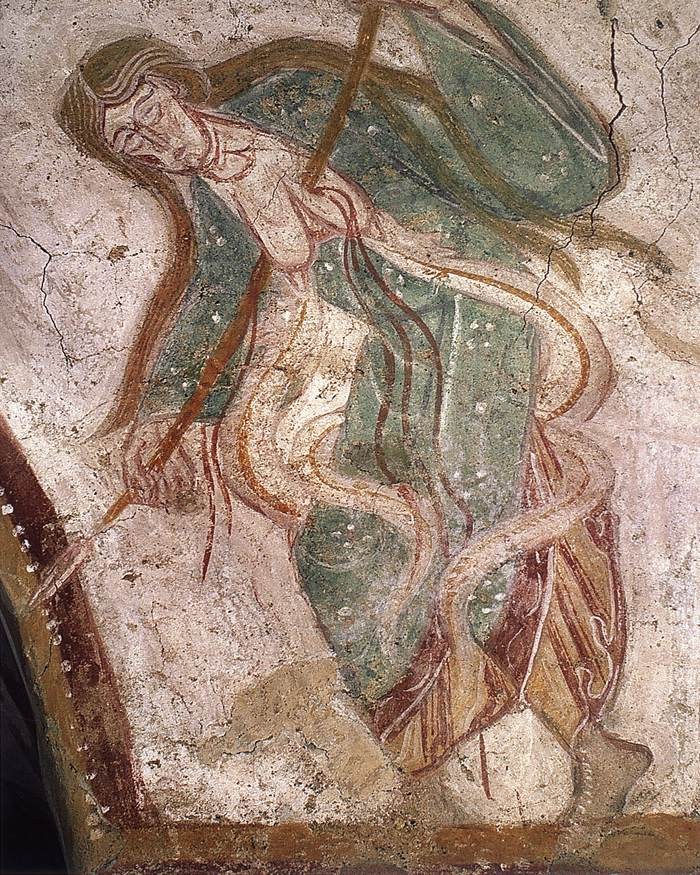
De Luxuria

De Luxuria is een romaanse muurschildering in de Sint-Nicolaaskerk in Tavant. Het is aangebracht in de crypte van de abdij. In de apsis zijn de wanden beschilderd met afbeeldingen uit het Oude en Nieuwe Testament. De afbeeldingen zijn losstaand verspreid in een verzorgde compositie. Het gaat om kleine figuren en Luxuria is er een van.

## Techniek
De figuren zijn aangebracht op een witte wand die niet beschilderd is. Alle afbeeldingen werden aangebracht via de frescotechniek. De volledige uitwerking doet ons denken aan schetsbladen. Vandaar zien de figuren er zeer fragiel uit. Elk personage zit vol ingetogen expressiviteit. Het mooiste voorbeeld hiervan is de Luxuria. Luxuria wordt voorgesteld als een jonge, halfnaakte vrouw met een speer door haar linkerborst. Ze draagt een blauwkleurig gewaad die in contrast staat met haar lange blonde haren. Om haar heen ontstaat een windvlaag.

## Thema
Luxuria betekent wellust en is een van de zeven hoofdzondes van de mens. De andere zonden zijn hebzucht, afgunst en jaloezie, gulzigheid, wraak, gemakzucht en hoogmoed. Het is niet uitzonderlijk dat men religieuze thema's hanteerde tijdens de romaanse kunst.